# 樱草花山
樱草花山（Primrose Hill）是伦敦摄政公园北侧的一座高256英尺（78）的山丘，以及山丘周围地区的名称。山上可俯瞰东南侧的伦敦市中心，以及北侧的貝爾塞斯公園（Belsize Park）和汉普斯特得（Hampstead）。它是伦敦最昂贵的住宅区之一，许多名人居住于此。

## 历史

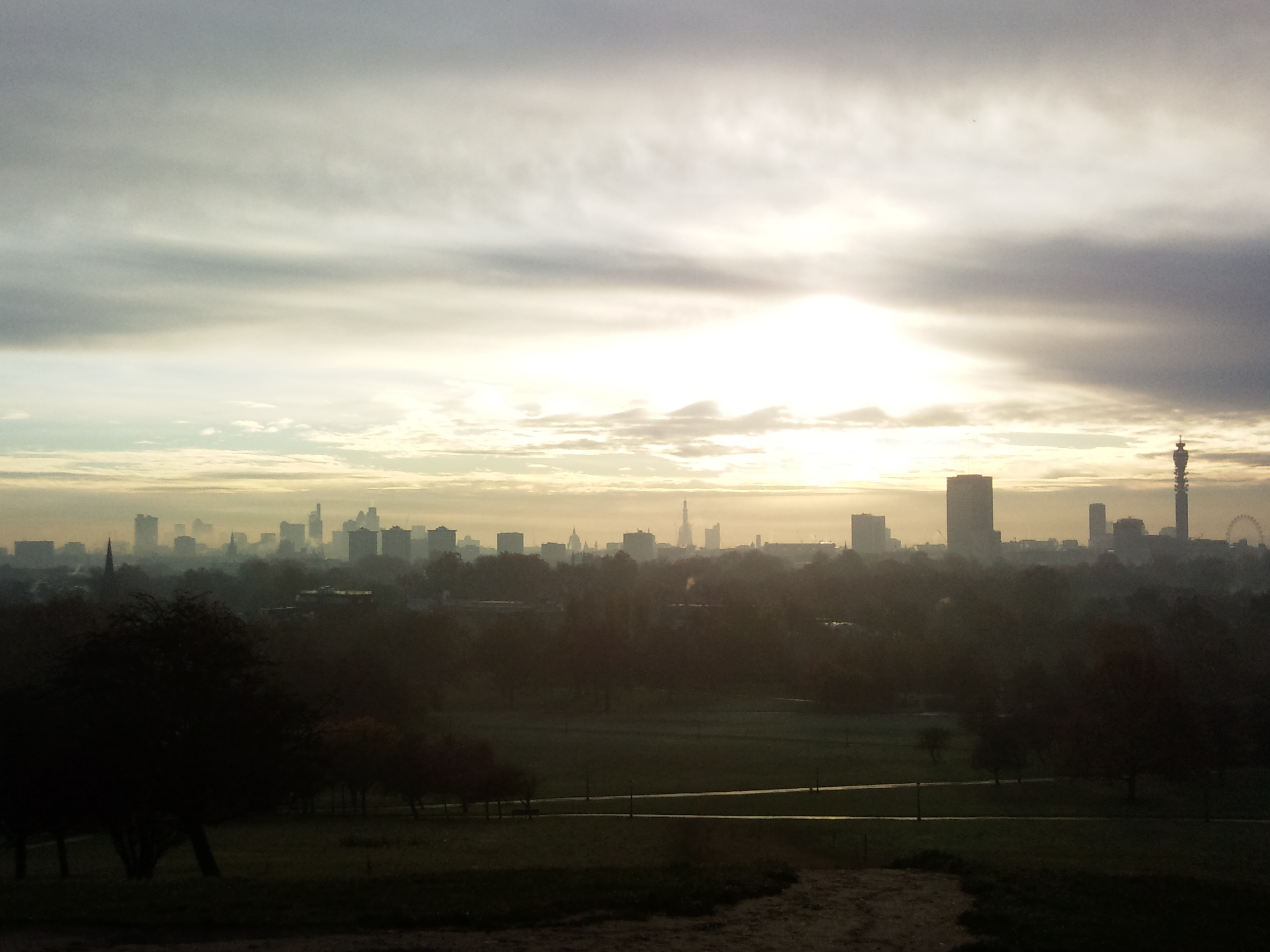
从樱草花山看伦敦全景

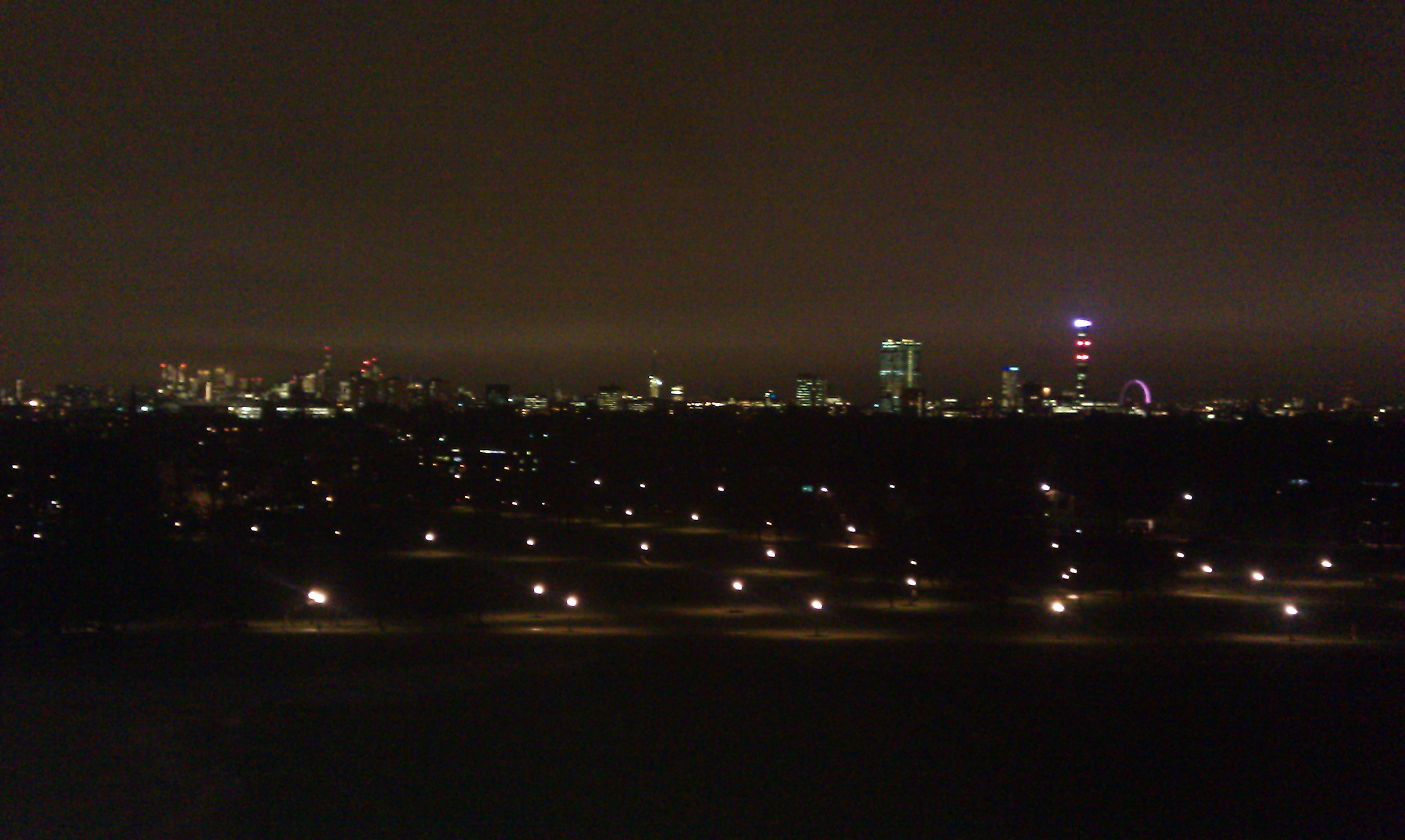
樱草花山夜景

樱草花山与摄政公园一样，也曾经是亨利八世狩猎场一部分。1841年，它成为皇家产业；在1842年，这片土地成为公共开放空间。樱草花山的建成区部分主要是维多利亚风格的住宅。此后它一直是一个位于伦敦的核心和郊外住宅区之间昂贵和繁荣的高级住宅区。。1678年10月，埃德蒙•贝瑞Godfrey在樱草花山遭遇神秘的谋杀。

### 蓝牌
在樱草花山有7处悬挂蓝牌的名人故居，其中诗人阿瑟·休·克劳夫爵士、历史学家A·J·P·泰勒和画家威廉·罗伯茨的故居分别在圣马克新月11号、13号和14号，哲学家弗里德里希·恩格斯故居在摄政公园路122号，摄影师罗杰·芬顿故居在阿尔伯特台2号，诗人和小说家西尔维娅·普拉斯故居在 Chalcot 广场3号，诗人威廉·巴特勒·叶芝故居在菲茨罗伊路23号。